# Mauro Durante
Mauro Motta Durante GOMM (Juiz de Fora, 4 de dezembro de 1943 — 17 de junho de 2006) foi um advogado brasileiro. Foi ministro da Presidência da República durante o governo Itamar Franco.

## Biografia
Foi secretário geral da presidência no governo Itamar Franco. Em 1993, como ministro, Durante foi admitido pelo presidente Itamar Franco à Ordem do Mérito Militar no grau de Grande-Oficial especial.